# Врбовец (Требње)
Врбовец (словен. Vrbovec) је насељено место у општини Требње, регија Југоисточна Словенија, Словенија.

## Историја
До територијалне реорганизације у Словенији био је у саставу старе општине Требње.

## Становништво
У попису становништва из 2011. године, Врбовец је имао 102 становника.
| Број становника према пописима | Број становника према пописима | Број становника према пописима |
| ------------------------------ | ------------------------------ | ------------------------------ |
| 1991                           | 2002                           | 2011                           |
| 95                             | 113                            | 102                            |